# 杨骚
楊騷（1900年1月19日—1957年1月15日）， 名古錫，字維銓，福建省華安縣豐山鎮人。左聯作家，中國詩歌會發起人之一。

## 生平
其父楊長生以做麵條為業，育有三子兩女，三子楊騷因幼時家貧，過繼給堂叔楊鴻盤，在其私塾內就讀。1907年入汀漳龍道師範附屬小學，1913年至汀漳龍道師範讀預科，1918年省立八中畢業，東渡日本留學。1921年考進東京高師。1924年于东京遇见白薇（1894年2月5日－1987年8月27日）。两人恋爱后关系却颇波折，杨骚屡屡逃避白薇，先回杭州，又回老家，最后于1925年夏到新加坡任教。最后杨骚和白薇约定，等他在新加坡嫖满妓女一百名之数，真正懂得女人之后，两人才能结合。杨骚与白薇同居于1928年，并传染性病于白薇。他们分手与1933年。
1928年1月25日，結認魯迅。1941年路過香港時，拜訪香港大學中文系主任的許地山。1953年任廣州作協副主席、中國作協廣東省分會常務理事。譯有《癡人之愛》、《世界革命婦女列傳》、《鐵流》、《十月》、《沒錢的猶太人》等。
其子杨西北，现任漳州市《闽南日报》副总编辑。